# Я устал от тебя
«Я устал от тебя» (англ. I Melt with You, букв. Я таю с тобой) — американский художественный фильм, артхаусный триллер режиссёра Марка Пеллингтона, вышедший в 2011 году и посвящённый встрече четверых друзей, испытывающих жизненный кризис. Премьера фильма состоялась в январе 2011 года на фестивале «Сандэнс». Фильм получил в основном негативные отзывы критиков.
Название фильму дала одноимённая песня I Melt With You группы Modern English; для финальных титров фильма песня была заново записана группой в новой аранжировке.

## Сюжет
Действие происходит на протяжении семи дней во время весенних каникул. Четверо друзей, когда-то вместе окончивших колледж, собираются на ежегодную встречу, приуроченную ко дню рождения одного из них, Тима. Сейчас им по 44 года: Ричард работает учителем английского языка, Джонатан — врач, Рон — преуспевающий бизнесмен. Встреча происходит в домике на берегу моря в Биг-Суре. Друзья слушают музыку, пьют и принимают наркотики, которые принёс Джонатан, а также делятся своими ощущениями от жизни. Не всё у них сложилось так, как они мечтали. Ричард, который хотел стать писателем, опубликовал только одну книгу, но не смог продолжить писать. Джонатан разведён и встречается с сыном только по выходным, а его врачебная практика свелась к выписыванию богатым пациентам рецепты на наркотические средства. У Рона любящая жена и дети, но в любую минуту он ожидает повестку в суд из-за финансовых махинаций. Тим всё ещё не может прийти в себя от того, что пять лет назад в автокатастрофе погибли его сестра Джилл и его бойфренд.
На следующий день Ричард с Тимом катаются на гоночной машине по пустынным окрестностям, а когда машина глохнет, их товарищи приезжают за ними на эвакуаторе. На третий день друзья рыбачат в море на катере. Зайдя в бар за едой на вынос, Ричард приглашает на их встречу девушку-официантку, которая приходит со своими друзьями. Один из её друзей начинающий писатель, который уже опубликовался в New Yorker. Это вызывает у Ричарда горькие признания в том, что успешные в молодости писатели часто считают, что теперь их карьера налажена, однако за выходом первой книги может произойти долгий спад (что случилось и с самим Ричардом). Другие девушка и юноша уводят в комнату Тима, который рассказывает им о смерти бойфренда и сестры, на что девушка и парень, раздевая Тима, предлагают ему представить, что это они.
Проснувшись утром, Джонатан обнаруживает, что Тим повесился в ванной. Друзья находят принесённое Тимом письмо, которое они написали сами себе 25 лет назад и оставили на нём отпечатки своей кровью. В письме они обещали друг другу, что будут помнить тот счастливый день, когда они мечтали о свободной жизни, открытой для них, а если через 25 лет они забудут об этом и о том, какими они хотели стать, то умрут вместе. Ричард, Джонатан и Рон признаются друг другу, что забыли о письме. Рон утверждает, что он уже не тот человек, что когда-то подписался под этим текстом. Он предлагает вызвать полицию, но Джонатан и Ричард не дают ему сделать это. После ссоры с остальными Рон уезжает в аэропорт и слышит по дороге аудиосообщения от своей жены, которая говорит, что к нему с обыском и ордером на арест пришли люди из ФБР. Рон возвращается к друзьям. Они хоронят Тима рядом с домом на берегу моря.
На следующий день друзья заходят в ближайшее кафе, где Джонатан делает искусственное дыхание человеку с сердечным приступом. Когда друзья возвращаются в дом, к ним заезжает шериф местной полиции Лаура Бойд, чтобы поблагодарить Джонатана. Она спрашивает, все ли четверо дома, и Рон отвечает, что один из них уехал рано утром. Джонатан продолжает принимать наркотики. В полном отчаянии, Рон рассказывает Ричарду, что теперь ему конец и что он сам не заметил, как когда-то начал махинации в бизнесе. Он просит Ричарда убить его, и Ричард душит его подушкой. Позже Джонатан и Ричард хоронят Рона рядом с Тимом. Вечером они идут в бар, где Ричард намеренно оскорбляет игроков в пул, которые избивают его.
На следующий день снова приезжает Лаура, которая спрашивает у Ричарда, почему Рон сказал ей вчера, что приехал на взятой напрокат машине, хотя машина зарегистрирована на имя якобы уехавшего Тима. Джонатан отвечает, что Рон уже тоже уехал по срочному делу, и, несмотря на подозрения, Лаура уезжает. У Джонатана кончаются наркотики, кроме внутривенных. Он звонит сыну, но ему невыносимо слышать, что тот называет отцом своего отчима. После разговора Джонатан делает себе смертельную инъекцию наркотика. Ричард находит его и хоронит рядом с остальными. Затем он достаёт краски и раскрашивает нижний этаж дома в память об умерших друзьях. Здесь его застаёт Лаура, приехавшая утром, чтобы выяснить, не происходит ли всё-таки чего-то незаконного в доме.
Ричард признаётся Лауре, что его друзья мертвы. Она бежит посмотреть, действительно ли на берегу есть могилы. В это время Ричард садится в машину и едет на высокий утёс неподалёку, где расположен маяк. Там он становится на краю обрыва. Несмотря на убеждения Лауры, что ему не нужно этого делать, Ричард бросается вниз со скалы, говоря, что иначе он будет слишком горевать о своих товарищах.
Перед финальными титрами крупным планом показана записка 19-летних друзей, и за кадром каждый из них читает ту строчку записки, которую он написал.

## В ролях
- Томас Джейн — Ричард
- Кристиан МакКэй — Тим
- Джереми Пивен — Рон
- Роб Лоу — Джонатан
- Карла Гуджино — Лора Бойд
- Том Бауэр — капитан Боб
- Ариэль Кеббел — Рэнди
- Саша Грей — Рэйвен
- Зандер Экхаус — Джона
- Абхи Синха — Райан
- Джо Риган — Коул
- Аугуст Эмерсон — Итан

## Отзывы
Режиссёр Марк Пеллингтон так высказался о своём фильме: «Я хотел сделать честный, наполненный музыкой фильм, который выразил бы мои чувства. Эта история четырёх мужчин, которые ищут самих себя, но находят лишь пустоту».

## Саундтрек
Как отмечает в рецензии на фильм Татьяна Алешичева, «за два часа экранного времени музыка не смолкает почти ни на минуту — кажется, что саундтрек насчитывает добрую сотню композиций, текст которых назойливо иллюстрирует происходящее в кадре». По мнению другого рецензента Заиры Озовой, «как бы режиссёр ни старался рассказать нам историю, всё же главный герой фильма — музыка. Она играет постоянно — к месту или нет, с целью или без, ею дышит кадр, ею живет размытая картинка, ею подпитаны диалоги».
В целом в фильме звучат следующие песни:
- Sex Pistols — Pretty Vacant
- Death — Keep On Knocking
- Big Dipper — All Going Out Together
- Deep Six — The Lawn
- Love and Rockets — Kundalini Express
- U2 — Out Of Control
- Pixies — Debaser
- The Stone Roses — I Wanna Be Adored
- The Clash — Charlie Don’t Surf
- Dead Kennedys — Holiday In Cambodia
- Jensen Reed — Do Your Thing
- Adam and the Ants — Dog Eat Dog
- Galaxie 500 — Blue Thunder
- Funkadelic — Maggot Brain
- Mark Cook — Nasty Old Feeling
- Grandmaster Flash & Melle Mel — White Lines (Don’t Do It)
- The Specials — Do The Dog
- The Clash — Brand New Cadillac
- Joan Jett & the Blackhearts — Bad Reputation
- Pixies — Caribou
- The Jesus and Mary Chain — Just Like Honey
- Bauhaus — All We Ever Wanted Was Everything
- Vic Chesnutt — Coward
- Filter — Hey Man, Nice Shot
- Emma Ejwertz — Your Love Is Here
- Cabaret Voltaire — Nag Nag Nag
- Julian Plenti is Skyscraper — Skyscraper
- Modern English — I Melt With You (2011 Version)

Помимо этого, оригинальную музыку для фильма написали Tomandandy. В официальный саундтрек фильма, вышедший также в 2011 году, вошли 14 композиций.